# Bosque Formosa Esporte Clube
El Bosque Formosa Esporte Clube o simplemente Formosa es un club de fútbol de la ciudad de Formosa en el Goiás, en Brasil. El club fue fundado el 21 de septiembre de 1978. Actualmente disputa el Campeonato Brasiliense.

## Historia
El club fue fundado el 21 de septiembre de 1978, como Bosque Club de Fútbol. Disputó solo campeonatos amateurs, pero con un éxito en la ciudad de fútbol amateur de la idea de profesionalizar el club para representar a la ciudad. El equipo aprovechó la oportunidad dada por Federación Brasiliense de Fútbol (donde los clubes de los alrededores del Distrito Federal pueden competir en el Campeonato Candango) para profesionalizar.
En 1999, el club se convirtió en profesional y jugó la segunda división del campeonato de fútbol Candango. Ese mismo año el club fue capaz de hacerse Campeón del Segunda División Brasiliense del fútbol. Con ese ganado el derecho a competir en el Campeonato Candango élite.
En 2000, el Bosque hizo su debut en la élite de la Copa Candango, pero su participación en la élite no fue duradera. El equipo cayó a la segunda división con solo 12 puntos de 18 partidos.
Después de la caída de la Segunda División perdió el poco apoyo financiero que tenían, provocando que vivió una grave crisis financiera (que duró desde 2001 hasta 2008), lo que provocó que el equipo a caer a la tercera división del Campeonato de Fútbol Brasiliense. Durante este periodo el club se conocía como por sus líderes como "Taiwan maderas" y se mantuvo como un nombre de fantasía. Debido a los problemas financieros del club se graduó en 2004, después de terminar octavo Candango Campeonato de fútbol de segunda división. Ya en 2006, el club fue capaz de volver a competir en el campeonato del Distrito Federal. Ese mismo año tuvo que competir en la tercera división del Campeonato Brasiliense de nueva creación.
En 2008, el equipo recibió el nombre de Bosque Formosa Esporte Clube con el fin de ser capaz de obtener ayuda financiera de organismos públicos e instituciones. En el mismo año, el equipo fue capaz de mejorar su equipo para jugar en la tercera división del Campeonato Brasiliense, que terminó en tercer lugar, incapaz de levantarse a la Segunda División del Campeonato Distrito Federal. En siete juegos en el equipo de Tercera División ganaron 3 victorias, 2 empates y 2 derrotas.
En 2009, el equipo fue segundo en la tercera división Brasiliense Campeonato, por tanto, tuvo acceso a la segunda división. El equipo hizo una buena campaña, pero terminó en segunda posición (4 victorias y 2 derrotas en 6 juegos).
En 2010, el club volvió a la primera división del Campeonato Brasiliense para ganar el segundo lugar en la segunda división. En la liga de la campaña del equipo en la primera fase fue de 4 victorias, 2 empates y 1 derrota en 7 juegos. En la segunda etapa, el equipo había logrado una victoria y dos derrotas. Aún en la temporada el equipo perdió su imbatibilidad en casa que había durado desde el año 2007, fueron 21 partidos sin perder.
El Bosque de Taiwán en 2011 tuvo como principal objetivo de permanecer en la primera división del Campeonato Brasiliense, pero podría ir más allá. La junta ha creado un equipo fuerte para el concurso de campeonato que resultó en una tercera posición sin precedentes en el Campeonato Candango élite. En la primera fase terminó con la segunda mejor marca con 22 puntos. En la segunda etapa, el equipo había llevado durante dos rondas, el primer equipo fuera del Distrito Federal para lograr esto. El equipo necesita solo un punto en dos partidos para el final de la final y por lo tanto ganar el asiento en la Copa de Brasil, pero fracasó. Pero obtenido la calificación para la contención Campeonato Brasileño de la Serie D de 2011.
El club participó por primera vez en los campeonatos menores Brasiliense, terminando en séptima posición [3].
La Serie D del Campeonato Brasileño de 2011, el equipo tuvo que jugar sus partidos contra los equipos de la Región Sudeste (Audax Rio, Sao Mateus, Villa Nova y Volta Redonda) y no contra los equipos en el Medio Oeste (Anapolina, Gama, Itumbiara, Tocantinópolis y tupí). El equipo debutó distancia que tiene que ir a Río de Janeiro para cumplir con el Audax y solo tuvo éxito en este juego un empate. Y el primer juego en casa el campeonato estaba en contra de Mateo espíritu de equipo. Durante el campeonato el equipo ha pasado por varios problemas, incluyendo la falta de apoyo de la afición (el promedio de la compra pública en el campeonato era 297 aficionados [4]), ya que las entradas estaban a un precio alto y los aficionados todavía estaban molestos con eliminando Candangão. Una vez más problemas financieros perjudicar al equipo, como uno de sus principales patrocinadores (Ciudad de Formosa) no puede asignar el dinero como el procesamiento de Goias prohibido. El rendimiento del equipo no se esperaba, que no pudo clasificarse para la siguiente fase del campeonato. Formosa obtuvo dos victorias, tres empates y tres derrotas en la liga, obteniendo el cuarto lugar en su grupo. Al final del campeonato el equipo estaba en el (treinta) la colocación de 30 [5]. El equipo comenzó los preparativos para la disputa del Campeonato de Fútbol Candango 2012 todavía en diciembre de 2011 [6], pero el equipo está en el riesgo de no participar en los problemas financieros Candangão y la falta de patrocinadores. El equipo se entrenó con su equipo de base y algunos jugadores de los alrededores y algunos que jugó el campeonato aficionado de la ciudad [7], [8]
La participación del equipo en Candango Campeonato de Fútbol de 2012, no era tan rentable como el equipo fue relegado a la segunda división de la misma liga, el equipo ganó solo nueve puntos en 11 partidos. Ese mismo año el club pasó a ganar la Copa John Saldanha, que es contestada por el tercer y cuarto clasificado de cada grupo. João Saldanha Copa fue considerado como el torneo de consolación para estos tiempos, el Taiwán fue campeón en la gama, en la disputa de sanciones.
En 2013, el equipo ha ganado el Campeonato de fútbol Candango Campeón de la Segunda División, y este título fue invicto en 9 partidos, hubo 6 victorias y 3 empates, el club tuvo el segundo mejor ataque de la competición y la mejor defensa.

Inicio en 16.os ante el Goiás en su estadio igualó 0-0 en un flojo partido y en la vuelta en el Estadio Serra Dourada; Donde el favorito era el local, dio el batacazo; Fue la primera vez que un equipo de tan bajos recursos y categoría (Serie D) vence a uno de Serie A en planos internacionales; Fue por 0-2 con goles de Andre al minuto 50' y de Bruno Morais al 55' 
Más tarde en octavos de final enfrentaría al Atlético Paranaense con el cual quedaría eliminado cayendo 1-0 de visitante e igualando 0-0 en su estadio.